# Explode
Explode je singl kanadské zpěvačky Nelly Furtado z alba Folklore. Píseň byla vybrána jako čtvrtý singl a vyšla na podzim roku 2004.

## Furtado o písni
"Píseň byla básnička, nazvala jsem ji zničené dospívání. Když jste teenager chcete zkusit všechno, jste jako tornádo. Pak zmoudříte, ale kdesi uvnitř je pořád ta vaše mladá nebo stará duše, ale ne vždy se hned projeví. Explode jsem napsala, když jsem chodila na capoeiru, brazilské bojové umění, byl to můj experiment z dospívání."
Videoklip je animovaný a režíroval jej Bladley Clayford na škole techniky v Torontu.

## Umístění ve světě
| Hitparáda  | Umístění |
| ---------- | -------- |
| Nizozemsko | 13       |
| Mexiko     | 15       |
| Ukrajina   | 24       |
| Německo    | 34       |
| Švýcarsko  | 38       |
| Rakousko   | 54       |
| Kanada     | 86       |

## Úryvek textu
It's a fight, it's a fight and you finally belong
Got a shiner now and it's more than a battle scar
More than a battle scar, such a good, good story to tell
At lunch break, lunch break, lunch break, lunch break
Such a good, good story to tell